# Międzynarodowa Standardowa Klasyfikacja Edukacji
Międzynarodowa Standardowa Klasyfikacja Edukacji (ang. International Standard Classification of Education, ISCED) to system opracowany przez UNESCO w celu ujednolicenia statystyk edukacyjnych na poziomie międzynarodowym. Klasyfikacja ta umożliwia porównywanie struktur systemów edukacyjnych różnych państw, niezależnie od ich specyfiki narodowej, językowej czy instytucjonalnej.

## Historia
Pierwsza wersja ISCED została przyjęta przez UNESCO w 1976 roku (ISCED 1976). Kolejne rewizje miały miejsce w 1997 roku (ISCED 1997) oraz w 2011 roku (ISCED 2011), która obowiązuje obecnie. ISCED 2011 została zatwierdzona przez 36. Konferencję Generalną UNESCO i wprowadziła bardziej szczegółowy podział poziomów edukacji oraz nowe kategorie w zakresie wczesnej edukacji dzieci.

## ISCED 2011
ISCED 2011 dzieli edukację formalną na 9 poziomów, oznaczonych cyframi od 0 do 8:
| Poziom | Nazwa                              | Opis                                                                |
| ------ | ---------------------------------- | ------------------------------------------------------------------- |
| 0      | Edukacja przedszkolna              | Programy dla dzieci poniżej wieku szkolnego (0–5 lat)               |
| 1      | Edukacja podstawowa                | Nauczanie podstawowych umiejętności (czytanie, pisanie, matematyka) |
| 2      | Niższe wykształcenie średnie       | Wprowadzenie przedmiotów teoretycznych, kontynuacja nauki           |
| 3      | Wyższe wykształcenie średnie       | Przygotowanie do pracy lub studiów wyższych                         |
| 4      | Edukacja policealna                | Programy pomiędzy średnim a wyższym wykształceniem                  |
| 5      | Krótkie studia wyższe              | Programy zawodowe, praktyczne, poniżej poziomu licencjackiego       |
| 6      | Studia licencjackie i inżynierskie | Pierwszy stopień studiów wyższych                                   |
| 7      | Studia magisterskie i pochodne     | Drugi stopień studiów wyższych                                      |
| 8      | Studia doktoranckie                | Programy prowadzące do stopnia naukowego (PhD)                      |

W 2013 roku UNESCO wprowadziło uzupełniającą klasyfikację ISCED-F (Fields of Education and Training), która grupuje programy edukacyjne według dziedzin nauki, takich jak: nauki społeczne, inżynieria, medycyna, sztuka czy rolnictwo. System ten umożliwia bardziej precyzyjne przypisanie kierunków studiów do obszarów tematycznych

## Zastosowanie
ISCED jest wykorzystywana przez instytucje międzynarodowe, takie jak OECD, Eurostat, UNESCO Institute for Statistics (UIS) oraz krajowe urzędy statystyczne, m.in. Główny Urząd Statystyczny (GUS) w Polsce. Klasyfikacja znajduje zastosowanie w:
- analizie poziomu wykształcenia populacji,
- porównywaniu systemów edukacyjnych,
- raportowaniu danych w projektach unijnych,
- rejestracji kierunków studiów w systemie POL-on[3].

W Polsce ISCED jest stosowana m.in. w systemie POL-on, gdzie każdemu kierunkowi studiów przypisywany jest kod ISCED. W przypadku kierunków interdyscyplinarnych stosuje się specjalne kody zakończone cyframi „88”.